# Distenia dravidiana
Distenia dravidiana là một loài bọ cánh cứng trong họ Cerambycidae.